# IXe législature du Parlement des îles Baléares
La IXe législature du Parlement des îles Baléares est un cycle parlementaire du Parlement des îles Baléares, d'une durée de quatre ans, ouvert le 18 juin 2015, à la suite des élections du 24 mai 2015, et clos le 2 avril 2019.

## Bureau du Parlement
| Poste                   | Titulaire                       | Parti | Parti   | Circonscription |
| ----------------------- | ------------------------------- | ----- | ------- | --------------- |
| Président               | Xelo Huertas                    |       | Podemos | Majorque        |
| Président               | Baltasar Picornell (14/02/2017) |       | Podemos | Majorque        |
| Premier vice-président  | Vicenç Thomàs                   |       | PSOE    | Majorque        |
| Deuxième vice-président | Maria Salom                     |       | PP      | Majorque        |
| Deuxième vice-président | Miquel Vidal (29/11/2016)       |       | PP      | Majorque        |
| Première secrétaire     | Joana Campomar                  |       | Més     | Majorque        |
| Second secrétaire       | Miquel Àngel Jerez              |       | PP      | Ibiza           |

## Groupes parlementaires
| Nom | Nom                     | Début | Fin | Porte-parole                                                           |
| --- | ----------------------- | ----- | --- | ---------------------------------------------------------------------- |
|     | Groupe populaire        | 20    | 19  | Marga Prohens Biel Company (03.10.2018)                                |
|     | Groupe socialiste       | 14    | 14  | Francina Armengol Pilar Costa (08/07/2015) Andreu Alcover (13/04/2016) |
|     | Groupe Podemos          | 10    | 7   | Laura Camargo Alberto Jarabo (22/11/2017)                              |
|     | Groupe Més per Mallorca | 6     | 6   | Gabriel Barceló David Abril (08/07/2015) Josep Ferrà (04/04/2018)      |
|     | Groupe El PI            | 3     | 3   | Jaume Font                                                             |
|     | Groupe Més per Menorca  | 3     | 3   | Nel Martí                                                              |
|     | Groupe mixte            | 3     | 7   | Poste tournant                                                         |

## Commissions parlementaires
| Commission                                                      | Président                       | Parti   | Parti | Circonscription |
| --------------------------------------------------------------- | ------------------------------- | ------- | ----- | --------------- |
| Commissions permanentes législatives                            |                                 |         |       |                 |
| Commission des Affaires institutionnelles et générales          | Maria Camps                     | PSOE    |       | Minorque        |
| Commission des Affaires sociales et des Droits de l'Homme       | Silvia Cano                     | PSOE    |       | Majorque        |
| Commission de l'Économie                                        | Enrique Casanova                | PSOE    |       | Ibiza           |
| Commission des Finances et du Budget                            | Vicent Serra                    | PP      |       | Ibiza           |
| Commission de la Culture, de l'Éducation et des Sports          | Conxa Obrador                   | PSOE    |       | Majorque        |
| Commission de l'Environnement et de l'Organisation territoriale | Aitor Morrás                    | Podemos |       | Ibiza           |
| Commission de la Santé                                          | Vicenç Thomàs                   | PSOE    |       | Majorque        |
| Commission du Tourisme                                          | Isabel Oliver                   | PSOE    |       | Majorque        |
| Commissions permanentes non-législatives                        |                                 |         |       |                 |
| Commission des Affaires européennes                             | Misericordia Sugrañes           | PP      |       | Minorque        |
| Commission du Contrôle de la télévision régionale               | Carlos Saura                    | Podemos |       | Majorque        |
| Commission du Statut des députés                                | Sara Ramón                      | PP      |       | Ibiza           |
| Commission des Pétitions                                        | Rafael Nadal                    | PP      |       | Majorque        |
| Commission du Règlement                                         | Xelo Huertas                    | Podemos |       | Majorque        |
| Commission du Règlement                                         | Baltasar Picornell (14/02/2017) | Podemos |       | Majorque        |

## Gouvernement et opposition
| Candidat                 | Date                                    | Vote       |    |      |      |     |       |     |    |     | Résultat |
| Candidat                 | Date                                    | Vote       | PP | PSOE | Pod. | Més | El Pi | MpM | Cs | GxF | Résultat |
| Francina Armengol (PSOE) | 30 juin 2021 (majorité absolue requise) | Oui        |    | 14   | 10   | 6   |       | 3   |    | 1   | 34 / 59  |
| Francina Armengol (PSOE) | 30 juin 2021 (majorité absolue requise) | Non        | 20 |      |      |     |       |     | 2  |     | 22 / 59  |
| Francina Armengol (PSOE) | 30 juin 2021 (majorité absolue requise) | Abstention |    |      |      |     | 3     |     |    |     | 3 / 59   |

## Désignations

### Sénateurs autonomiques
| Parti | Parti | Sénateurs désignés     | Voix |
| ----- | ----- | ---------------------- | ---- |
| PP    |       | José Ramón Bauzá Díaz  | 28   |
| PSOE  |       | Francesc Antich Oliver | 28   |

- Désignation : 9 juillet 2015.
- José Ramón Bauzá (PP) est remplacé en février 2019 par Antonio Francisco Fuster Zanoguera avec 19 voix favorables.